# Tapus (Lingga Bayu)
Tapus is een bestuurslaag in het regentschap Mandailing Natal van de provincie Noord-Sumatra, Indonesië. Tapus telt 1811 inwoners (volkstelling 2010).